# 烏列爾
烏列爾或譯烏列、烏利爾（希伯來語：אוריאל‬，標準希伯來語：Uriʾel，提比里安發音：ʾÛrîʾēl；東正教譯名：總領天使鄔里伊爾，天主教譯名：總領天使優禮，基督新教譯名：天使長烏列爾；其名意為「神之光」），是猶太教及基督教信仰中一位天使長（總領天使）的名字，不包括在《聖經》的正典書籍及不被天主教會官方認可，但在猶太教、基督教神祕文學中祂是一位重要的天使長。
在基督教諾斯替教派經文，以及舊約聖經的衣索比亞語的经外书《以諾書》、《以斯拉續篇下卷》和新約聖經的偽經《彼得啟示錄》中，名字有被提及。文中祂向先知以斯拉傳授玄學的內涵，及哲學問題的解答，協助以斯拉與上帝進行意味深長的對談。祂和米迦勒、加百列及拉斐爾同為站在上帝寳座前的「四大天使」。
「烏列爾」這個名字的含義是「神之光明」或「神之火焰」。在東正教聖像中，祂被描繪為手持火焰或火焰聖劍的總領天使；在聖公宗的圖像藝術中，祂通常以手捧書本、卷軸、日輪或星辰圓盤的天使長形像出現。
據說烏列爾不只是大天使，也是熾天使和智天使。在啟示錄著作、卡巴拉著作和神祕主義著作裡，烏列爾通常與烏利亞（Urial）、沙利葉（意思為「神之令」）、法努爾（意思為「神之顏」）等混同。

## 猶太教與基督教

### 名稱與起源
最初出現在希伯來聖經裡的天使是沒有名字的，但在巴比倫之囚以後，來自巴比倫的猶太人開始記錄下天使的名字。在巴比倫之囚以前的猶太教天使學中記錄了七大天使長，但只有兩位被提及了正式的名字：米迦勒和加百列。這兩位天使長的名字出現在最早的聖經正典之中，這包括於公元1世紀舉行的雅麦尼亚会议之前的在猶太教傳統內被一致認可的聖經經卷，以及被天主教和基督新教共同承認的正典經卷。拉斐爾則只在次經《多俾亞傳》中佔重要地位。《多俾亞傳》最初被猶太教和基督宗教接納為正典，但在古典時代晚期被猶太教從正典中刪除，因此也遭到16世紀新教改革者的否決。不過《多俾亞傳》仍然被天主教會、東正教會以及東方正統教會接納為正式經卷。
但還有一位天使長通常也被加入到上述提及的三位當中，以此形成四大天使長，以對應四大方位，這第四位就是烏列爾。教宗額我略一世提及在基督教諾斯底主義中將烏列爾以法紐爾之名列為第四天使，以及偽丟尼修的《天階序論》也把烏列爾列為第四大天使。然而，《以諾書》則將這兩位天使作了明確區分，烏列爾這個名字的涵義是「神之光」，法紐爾卻意為「神之顏」。《所羅門之約》將烏列爾列為第三大天使，而第四位是撒拉艾爾。
烏列爾出現在聖經外典《以斯拉續篇下卷》(拉丁武加大聖經稱為《以斯拉四書》)裡，書中描述先知以斯拉向上帝求問了一系列問題，因而上帝派烏列爾去指導他。根據以斯拉的啟示，將在末世統治世界的天使有米迦勒、加百列、烏列爾、拉斐爾、加布澤隆、俾布羅斯、澤布倫、阿克爾和亞發基唐諾。最後五位天使僅僅出現在《以斯拉續篇下卷》中，而從未在其他任何外典作品或啟示性作品裡被提及。

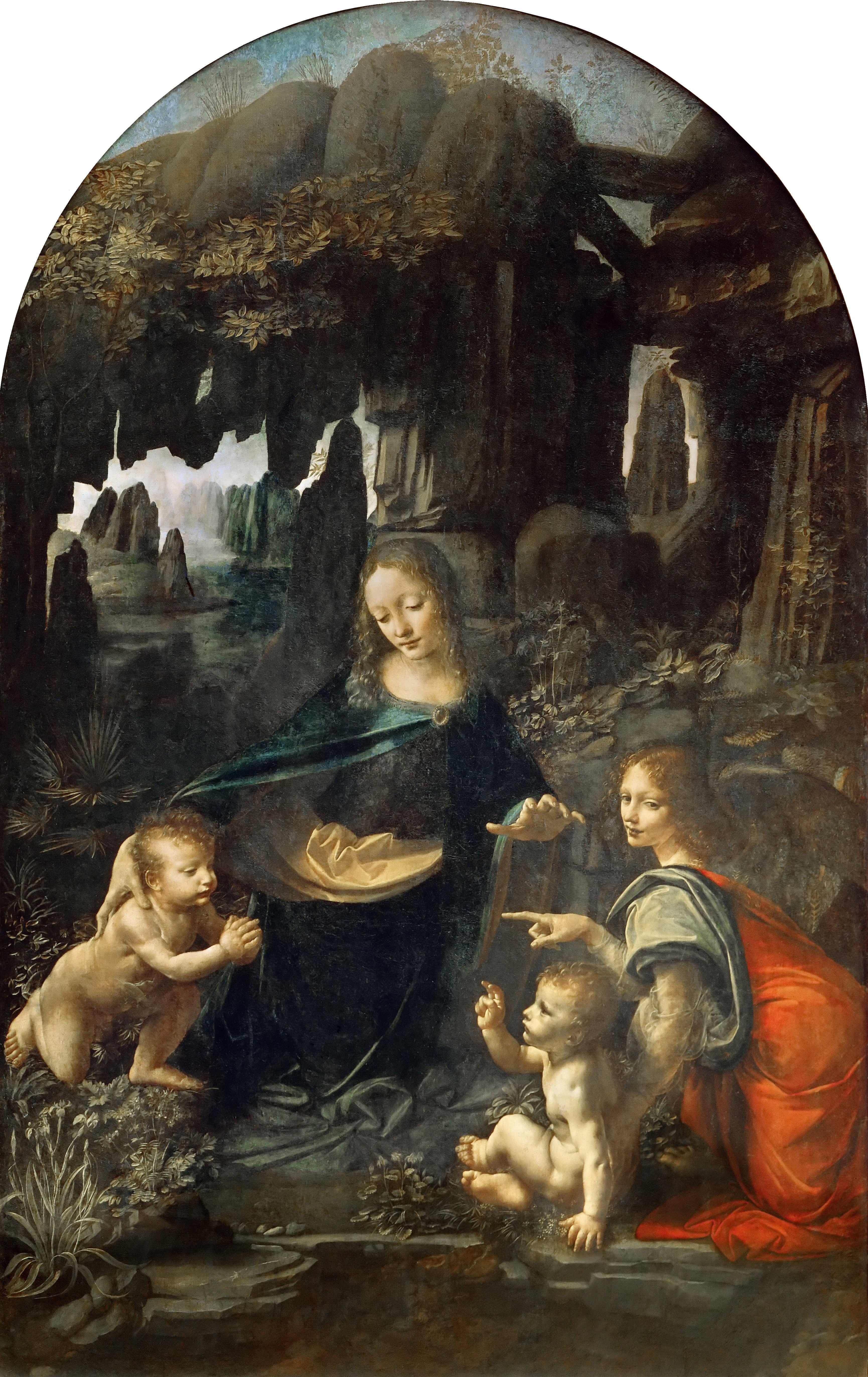
達文西的《岩間聖母》（羅浮宮所藏版本），1483–1486。烏列爾位於畫面右邊，著紅袍。

烏列爾於基督教外典福音書中擔任了與傳統起源不同的角色，祂保護耶穌的表兄施洗約翰避開了由希律王下令施行的嬰孩大屠殺，祂指引約翰和他的母親伊莉莎白在逃往埃及之後與聖家會合，他們的團聚被達文西描繪為畫作《岩間聖母》。
烏列爾通常被認為是一位智天使以及掌管懺悔的天使，祂「手持火燄之劍立於伊甸園之門」，或被認為是「看顧雷鳴與恐怖」的天使。祂於《彼得啟示錄》中作為懺悔天使出現，其形像被描繪為甚至比魔鬼還冷酷無情。祂於《亞當和夏娃的生平》一書中被視為是《創世記》第三章所描述的一位靈體，即智天使中的一位。祂也被認為是在天堂裡協助埋葬亞當和亞伯的天使之一。
從中世紀猶太教神祕主義傳統溯源，烏列爾就是守護星期日的天使（《猶太教百科全書》），掌管詩文的天使，並且還是卡巴拉傳統中的神聖流溢之一。烏列爾也被描述為摧毀亞述國王西拿基立大軍的天使。
祂於上帝給埃及降下十災期間檢查每家門楣上是否塗抹了羔羊的血，祂會在時間終結之日手持地獄的鑰匙並引領亞伯拉罕去西方。
在現代天使學中，烏列爾被認定為既是熾天使，也是智天使，同時還是太陽之君主，上帝之火燄，明聖示現之天使，塔耳塔羅斯 (地獄) 之統轄者，救贖之天使，並於稍晚的經文中描述為與「神之顏」法紐爾是同一位天使。烏列爾的形像是手持一本書或紙莎草卷軸以象徵智慧，祂也是藝術的主保天使；俄羅斯東正教會則認為祂是科學和諸藝的主保者。

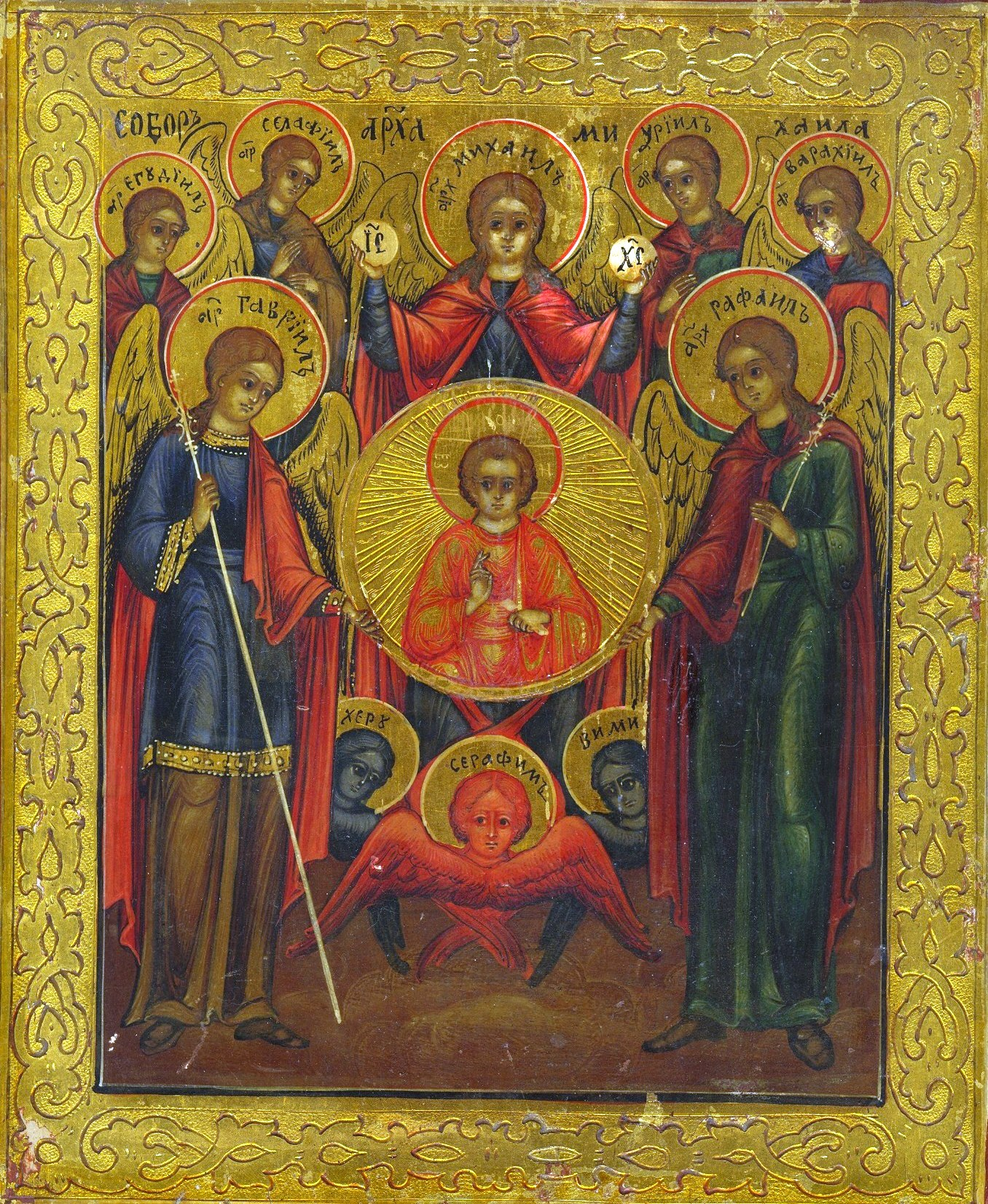
「總領天使的集會」 (俄語：Архангельский Собор，英語：The Archangelic Council)。19世紀俄羅斯東正教的七大天使聖像畫，從左至右分別為：耶谷迪伊爾，伽夫里伊爾，撒拉斐伊爾，彌哈伊爾，鄔里伊爾，拉法伊爾，瓦拉希伊爾，於神聖光輪內的合利斯托斯埃瑪努伊爾像下方呈現了藍色的智天使和紅色的熾天使。

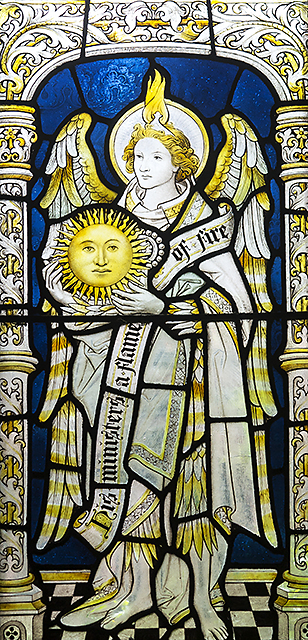
切斯特座堂的花窗玻璃彩畫，描繪天使長烏列爾以太陽之君主的形像出現。

在東方正統諸教會的信仰中，教會年曆的11月8日是名為「總領天使彌哈伊爾與伽夫里伊爾曁諸無形靈體之敬拜集會」(希臘語：-{Ἡ Σύναξις τῶν Ἀρχιστρατήγων Μιχαήλ καί
Γαβριήλ καί τῶν λοιπῶν Ἀσωµάτων Δυνάµεων}-，英語：-{The Synaxis of the Archangels Michael and Gabriel
and of all the other heavenly Bodiless Powers}-)（這裡的11月8日是儒略曆，對應格里曆的11月21日）的聖人慶日，東方基督教在這一天紀念烏列爾和其他總領天使以及諸天使。此外，全年的每個星期一都被奉獻為天使日。
在湯瑪斯·海伍德於1635年所著《眞福天使位階》 中描述烏列爾為大地的天使。實際上海伍德將天使與四風（Four Winds）聯繫在了一起：烏列爾（南），米迦勒（東），拉斐爾（西），加百列（北）。祂也被一本名為《天使拉結爾之書》 的中世紀猶太教著作以烏薛（Usiel）或烏西勒（Uzziel）之名列為四風天使，根據這本著作的記錄，此書被刻於一塊藍寶石上，並最初從熾天使那裡流傳至梅塔特隆，而後再傳至亞當。
教宗匝加利亞在公元745年舉行羅馬會議，他決定釐淸教會在關於天使議題上的教導，並遏制天使崇拜的傾向。他譴責那些癡迷於天使顯現相助和崇拜天使（Angelolatry）的人，但重申對天使敬禮的許可。這次會議刪除了許多曾經於羅馬教會中受到崇拜的天使的名字，並停止再對祂們進行崇敬，這其中就包括烏列爾。之後的羅馬教會只認可對米迦勒、加百列和拉斐爾進行崇敬，因為只有這三位天使長的名字在天主教的聖經正典中被提及。
公元11世紀上半葉，保加利亞的波格米勒派二元論異端追隨者居住在阿赫圖公國，即今日的巴納特地區，他們在儀式中呼求烏列爾。吉拉·薩哥雷多親眼目睹了這一儀式，他從1028年開始擔任這片地區的天主教主教。
在亨利·沃茲沃思·朗費羅翻譯的《黃金傳說》中，烏列爾是七大行星的天使之一，祂是火星的天使。班傑明·坎菲爾德（Benjamin Camfield）於1678年所著《天使的神學對話》持同樣觀點。
烏列爾的尊號包括御前天使，御前君主（Prince of Presence），聖顏之天使（Angel of the Face），聖化之天使（Angel of Sanctification），榮光之天使（Angel of Glory）。御前天使是指那些有資格直接面見上帝的天使，即被允許親身經歷上帝的眞實存在（明聖示現）。烏列爾和沙利葉、亞豪爾、札格蓋爾（Zagagel）、阿卡多立艾爾（Akatriel）、梅塔特隆、耶斐法艾（Yefefiah）、米迦勒、加百列、拉斐爾以及納撒尼爾都屬於御前天使。御前天使這一尊號通常等同於舍金納（希伯來語：שכינה‬，意為「至聖者的同在」），但這一尊號有時也可用於單指天使梅塔特隆。羅伯特·亨利·查爾斯在他翻譯的《以諾書》評註說「我們發現烏列爾取代了法紐爾」成為四大御前天使之一。

在《以賽亞書》63:9有一段提及御前天使的經文：
| “ | 他們在一切苦難中，祂也同受苦難；並且祂面前的使者（The Angel of His Presence）拯救他們；祂以慈愛和憐憫救贖他們；在古時的日子常保抱他們，懷搋他們。 | ” |

### 以諾書
《以諾書》以其名自稱是以諾所著，此書中多次提到天使長烏列爾。於書中第九章，這一章同時也是「看守天使之書」（The Book of the Watchers）的一部份，只有四位天使的名字被提及，祂們是米迦勒、烏列爾、拉斐爾和加百列。但在之後的第二十章卻列出了七位天使：「烏列爾，神聖的天使之一，祂掌管世界和塔耳塔羅斯」，拉斐爾，拉貴爾，米迦勒，薩拉凱爾，加百列和雷米爾。
這一整部天使之書都在告訴我們烏列爾、拉斐爾和加百列曾在上帝面前代表人類立證，祂們希望在墮落的看守天使統治期間尋求神助，這些墮落的看守天使娶了人類女子為妻，生出許多被稱為拿非利人的半天使、半人類的混血種族。烏列爾在此時負責警告挪亞即將到來的大洪水。
| “ | 至高者，至聖至一者發話了，祂派遣烏列爾去找拉麥的兒子，並對祂說：『（去找挪亞）並以我之名告訴他「隱藏起來！」，再啟示他末時將近：遍地都將被摧毀，大洪水會降臨全地，並摧毀所有居於其上的。』 | ” |

當審判降臨到拿非利人和墮落看守者以及他們的兩個首領薩瑪亞札和阿撒瀉勒頭上時，烏列爾論述了他們的命運。
| “ | 烏列爾對我說：『此處將會站著那些與人類女子交合的天使，他們的靈魂已經接納了不同於原初被造時的純眞形式，因此他們會玷汙人類並把人類引入將魔鬼誤當「神祇」來獻祭的歧途，（他們都將站在此處），直到末世大審判降臨，他們在此的命運才會終結。至於那些與他們交合而走向歧途的人類女子將變成賽蓮。』而我以諾，獨自見識了這一異像，萬物的終結，而無人將會知曉我所見的一切。 | ” |

之後烏列爾引導以諾瞭解了「看守天使之書」餘下的部份，祂圓滿了對這些預言性之內容的啟示，因此這些內容構成了以諾一書。

### 科普特正教會與衣索比亞正教會傳統

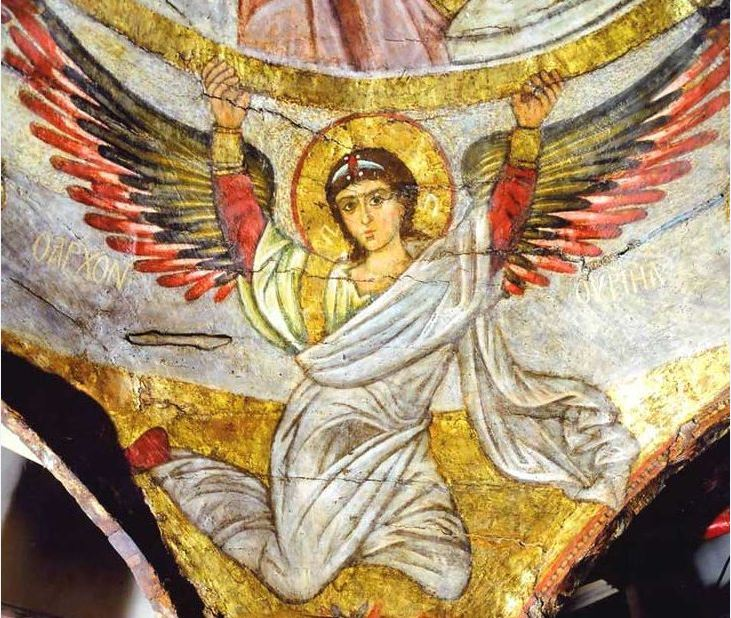
埃及開羅懸空教堂內的天使長烏列爾壁畫，13世紀。

埃及科普特正教會和衣索比亞正統臺瓦西多教會保存了完整的七十士譯本作為舊約聖經正典，特別是衣索比亞正教會的《臺瓦西多聖經》擁有比其他任何基督教教派都更多更完整的經卷，包括《以諾書》也被列為正典經卷。而烏列爾就恰好反覆出現在這幾部衣索比亞正教聖經所獨有的經卷中。例如，如上文所述，《以諾書》多次提及烏列爾，認為祂是掌管世界和死亡之域（黑帝斯、塔耳塔羅斯、陰間）的天使，其他某些章節也說祂是雷鳴與恐懼的天使。

### 聖公宗傳統

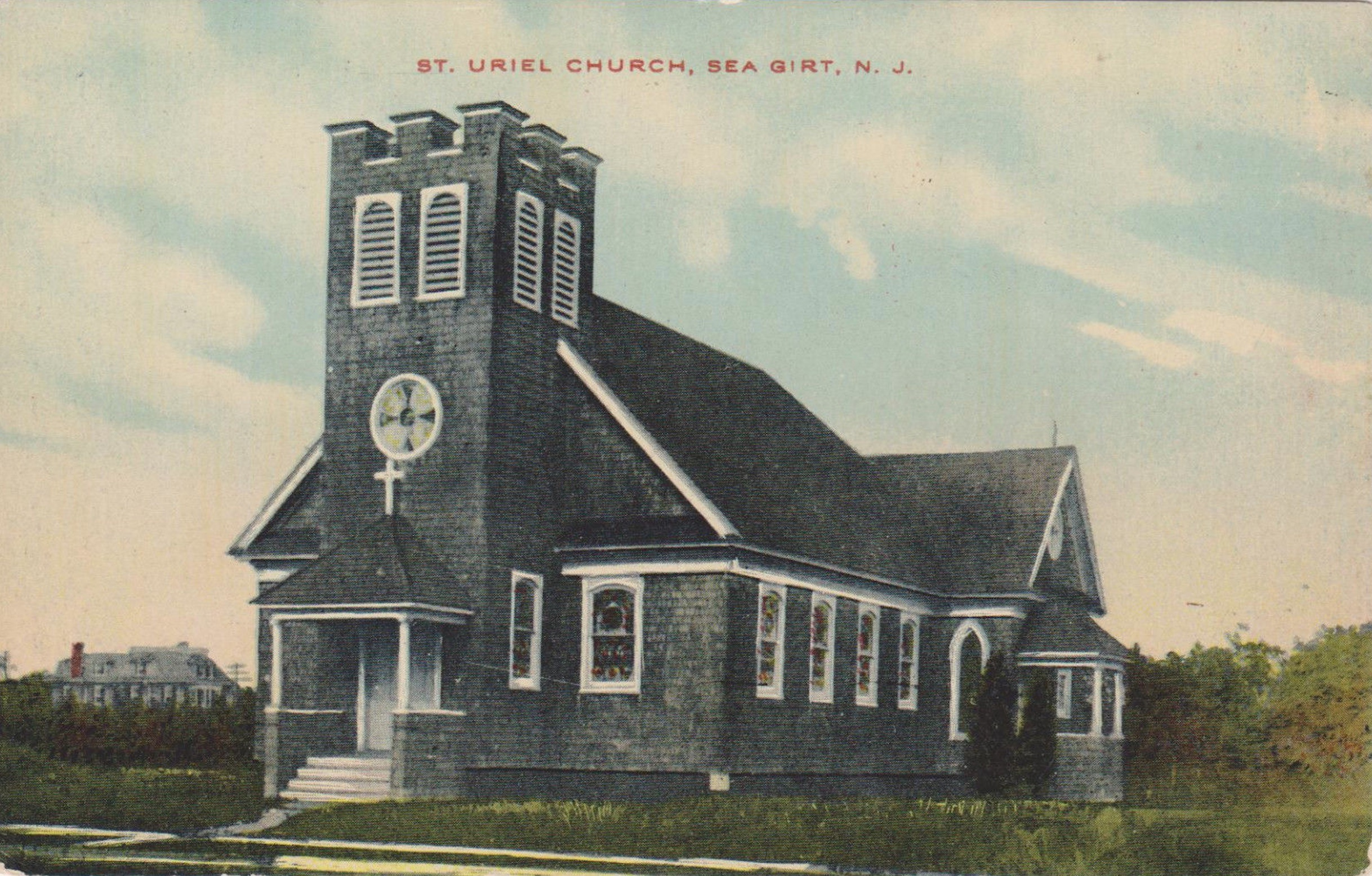
位於美國紐澤西州海圍鎭的聖公會聖烏列爾堂，1900－1910年代。

在美國聖公會和其他諸聖公宗教會的聖徒傳記傳統中，烏列爾被確認為一位天使長，祂也被確認為是堅振聖事的主保天使，祂的紀念日依據普世聖公宗教會年曆於每年的9月29日米迦勒節這天進行慶祝。位於紐澤西州海圍鎭的聖公會聖烏列爾堂是聖公會教徒虔敬烏列爾的最佳見證。這是一座安立甘大公派教堂，也是美國境內僅有的三座以烏列爾為主保的教堂之一。
聖公會的「聖天使長烏列爾代禱禱文」如下：
是牛津大學歷史悠久的拉丁文校訓，中譯「主為我的明燈」或更通俗的按照字面翻譯「上主，我的光芒」。如果將（ / 是）附加到原校訓中，則成為「主為吾之光 / 上主是我的光芒」，即是烏列爾這個名字的涵義。

## 與伊斯蘭教的關聯
烏列爾經常被比作在伊斯蘭傳統及古蘭經裡出現的天使伊斯拉斐爾，並且伊斯拉斐爾還是猶太人對烏列爾的別稱。

## 與摩尼教的關聯
摩尼七經之一《大力士經》提到四名「復仇天使」終結了魔鬼的惡行，並將魔鬼及其子嗣拿非利人鎖入牢獄。這四名天使分別是拉斐爾、米迦勒、加百列和伊斯瑞爾（即烏列爾）。

## 天使學和神秘學中的烏列爾
在占星學或神秘學中，烏列爾代表四大元素的地。根據一個新創立的黃金黎明協會的說法，烏列爾是大地與北方的天使，因此祂的力量和地球上的植被相關。在黃金黎明團的圖像藝術中，祂以手持麥莖，身穿黃晶色、赤褐色、橄欖綠及黑色長袍的形像出現。

## 禱文
波哥大的佩德羅·帕布洛·帕拉多留有一篇優美的西班牙文《天使長烏列爾祈禱文》如下：
西班牙語原文：
英文翻譯：

## 藝術
烏列爾通常和米迦勒、加百列以及拉斐爾共同出現在拜占庭與拉丁文化所統轄的區域，而在拜占庭帝國或受拜占庭文化影響的區域，則通常連同包括耶谷迪伊爾、瓦拉希伊爾和撒拉斐伊爾在內的其他六位天使長出現在教堂穹頂的圓環狀壁畫或鑲嵌畫中，以此呈現七大天使長的形像。與此對應的還有依據阿瑪迪斯·文尼薩斯·達希爾瓦所見之異像而創作的藝術。
烏列爾連同其他三位仍舊為天主教所敬奉的天使長頻繁出現於中世紀基督教藝術裡，作為環伺上帝身邊的四大熾天使。至今發現最古老的烏列爾像是來自羅馬聖母大殿約作於公元400年的鑲嵌畫，和公元6世紀拉溫納新聖亞坡理納聖殿的鑲嵌畫，以及一些可追溯至公元5-6世紀來自索菲亞古墓葬中的圖像，甚至是來自埃及的民間傳說圖繪，比如位於艾斯尤特巴維特考古遺址的濕壁畫。同樣還有來自11世紀聖索菲亞主教座堂的穹頂鑲嵌畫，普羅旺斯聖-吉爾隱修院南門取自12世紀西西里的拜占庭鑲嵌畫。蒙雷阿萊主教座堂的半圓形後殿與巴勒摩的海軍元帥聖母教堂都留有描繪天使長烏列爾的精美畫像。
描繪烏列爾的藝術作品在聖公宗教堂裡就更為常見。祂的形像經常出現在彩繪玻璃窗上，除此之外，也有壁畫、馬賽克鑲嵌畫、屏板聯畫、祭壇雕刻、教堂講壇浮雕或位於教堂外牆上的雕塑等。比如位於貝爾法斯特聖喬治堂內部的壁畫；索爾茲伯里座堂內的聖米迦勒小聖堂祭壇雕像；修恩頓谷聖米迦勒暨諸天使堂內部的講壇浮雕；基爾本聖奧古斯丁堂內部的浮雕；利奇菲爾德座堂正面西牆上的雕塑；曼哈頓聖公會顯聖容堂內部的彩繪木雕。
更多關於烏列爾的畫像和彩繪玻璃窗像列舉部份如下：

## 文學
- 在約翰·密爾頓的史詩《失樂園》第三冊，烏列爾，日輪的掌管者，作為上帝之眼，卻在不知不覺中引導撒旦進入了上帝新造的地上樂園。祂也被作為四大方位之一的掌管天使（見上文）。密爾頓將祂描述為「整個天國裡目光最鋭利的靈體」。祂也負責與拉斐爾一同擊敗亞多拉瑪雷克。
- 在約瑟夫·海頓的神劇《創世紀》中，烏列爾 (男高音) 與加百列 (女高音) 以及拉斐爾 (男低音) 一同作為三名天使敍事員。
- 拉爾夫·沃爾多·愛默生的詩作《烏列爾（英语：Uriel (poem)）》，被視作是對愛默生諸多早期哲學思想體系的詩意式總結。詩裡的烏列爾是天國中的一位年輕神祇，祂因舉揚相對主義和永恆循環而顚覆眾神的世界。
- 在喬治·艾略特的長篇小說《米德爾馬契》第四十一章，致烏列爾，「注視著來自太陽的行星歷史之進程，一個結果不會多於另一種巧合。」
- 在D51的我與彼岸少女的煉愛交替中，以10歲小女孩登場。

## 音樂
- 烏列爾連同其他三位天使長加百列、拉斐爾和米迦勒於凱特·布希的歌曲（出自專輯《The Red Shoes（英语：The Red Shoes (album)）》）中被提及。
- 是一首歌曲，來自英國電子音樂家Actress（英语：Actress (musician)）的專輯《R.I.P.（英语：R.I.P. (Actress album)）》。
- 是一首歌曲，來自美國搖滾樂團的專輯《Confessions（英语：Confessions (Alesana album)）》。

## 畫廊

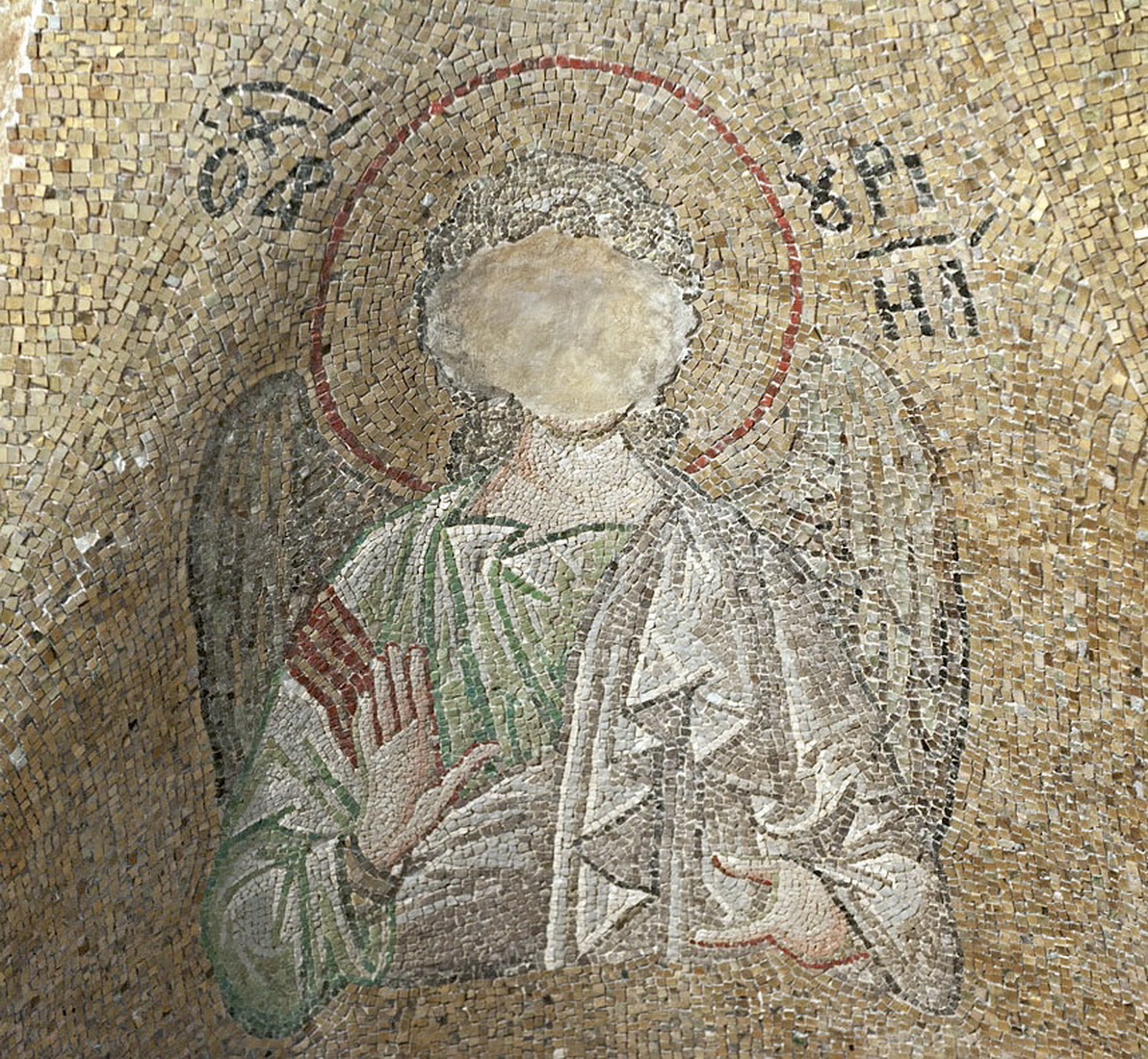
14世紀俄羅斯馬賽克鑲嵌畫殘片
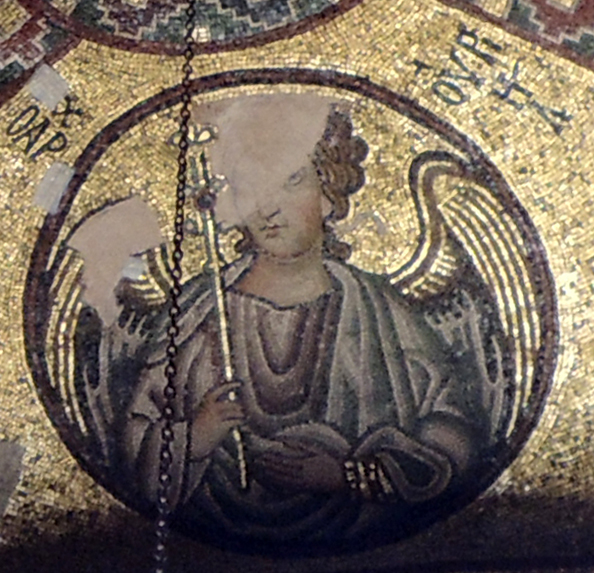
俄西俄斯羅卡斯修道院內的天使長烏列爾鑲嵌畫
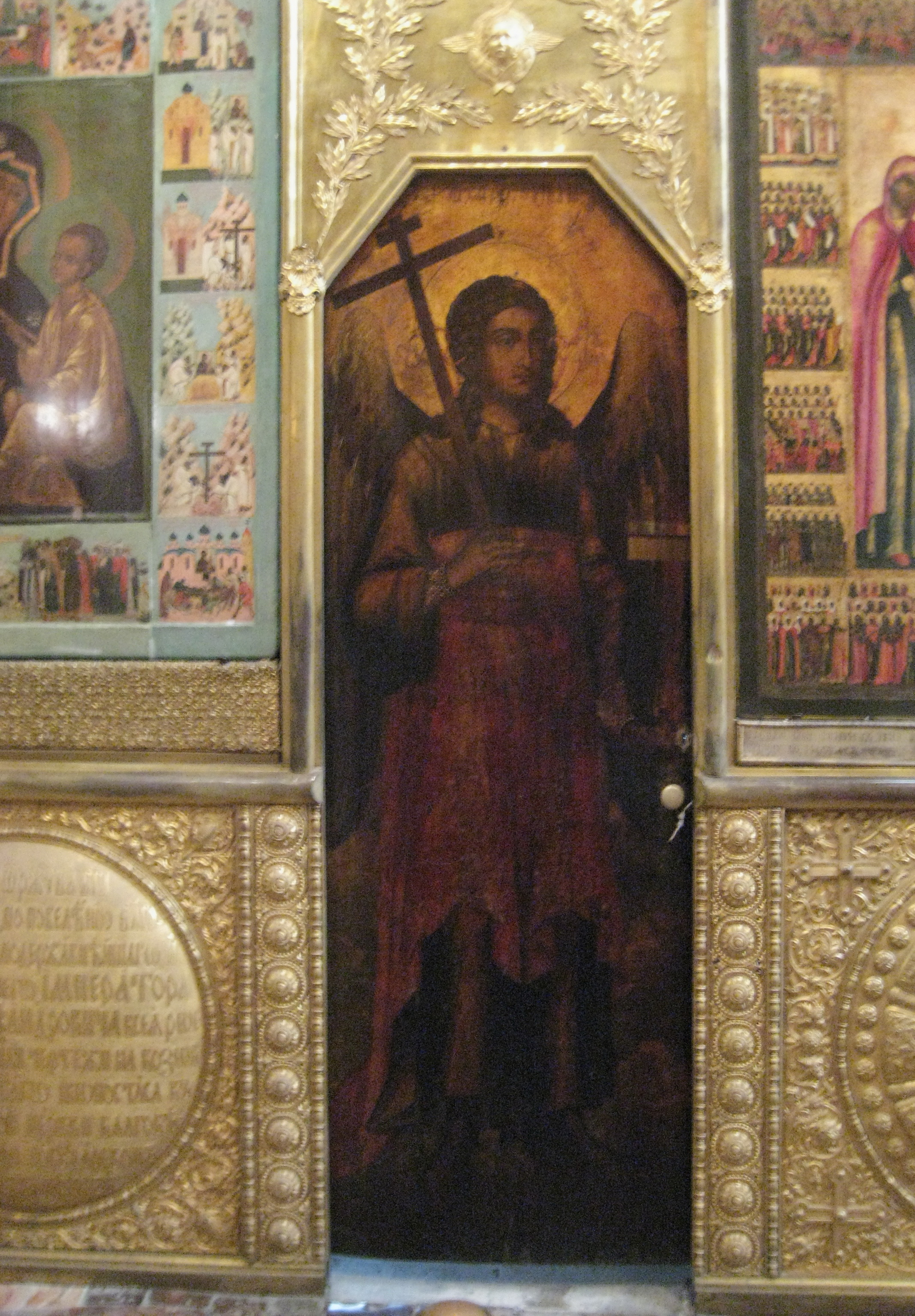
聖母領報主教座堂內的天使長烏列爾聖像
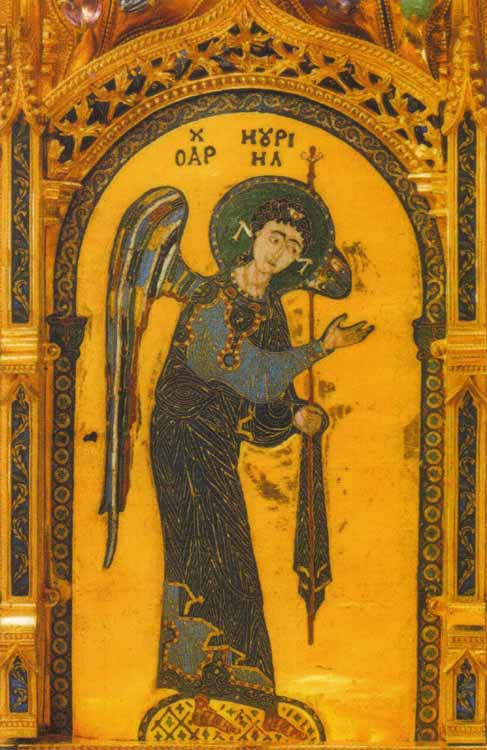
位於義大利威尼斯聖馬可大教堂內的帕拉多霍黃金琺瑯祭壇（英语：Pala d'Oro）上的烏列爾聖像
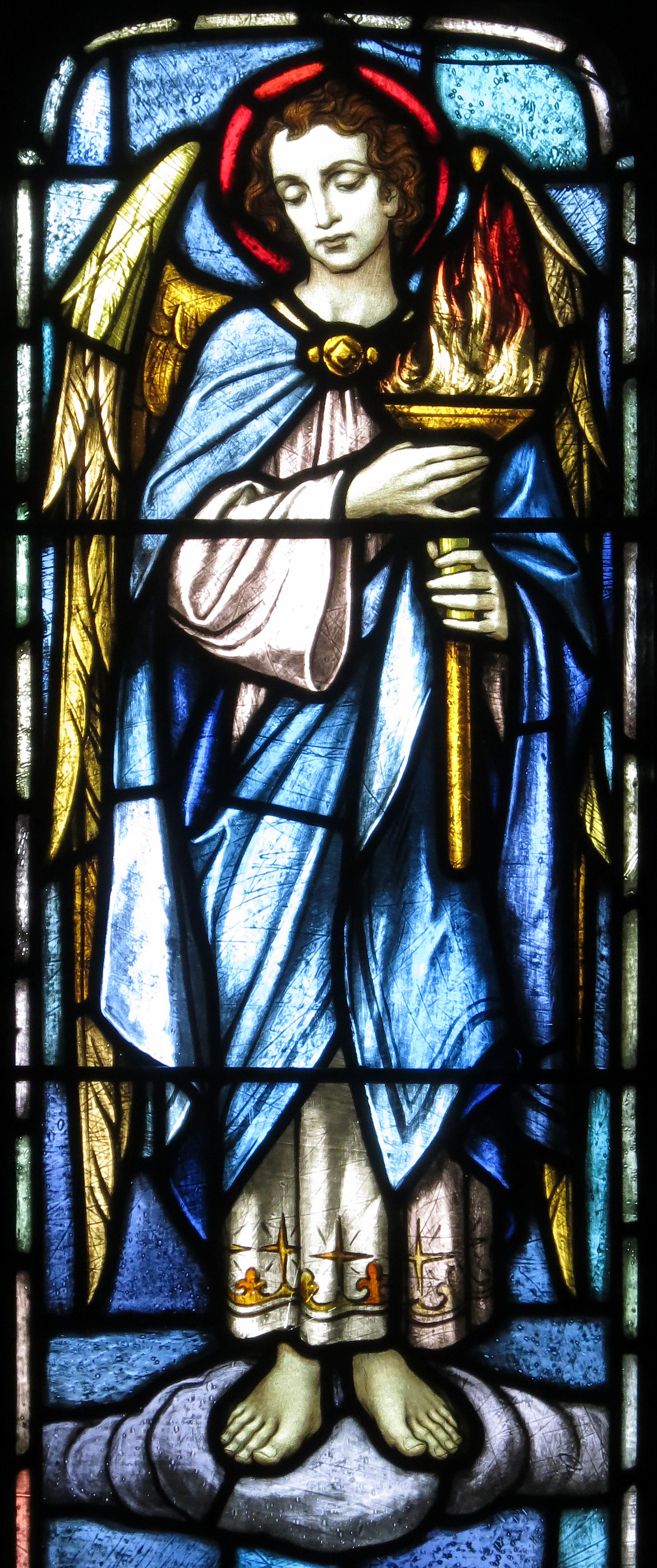
烏列爾花窗玻璃彩畫，位於俄亥俄州代頓的帕多瓦的聖安多尼天主教堂 (St. Anthony of Padua Catholic Church)
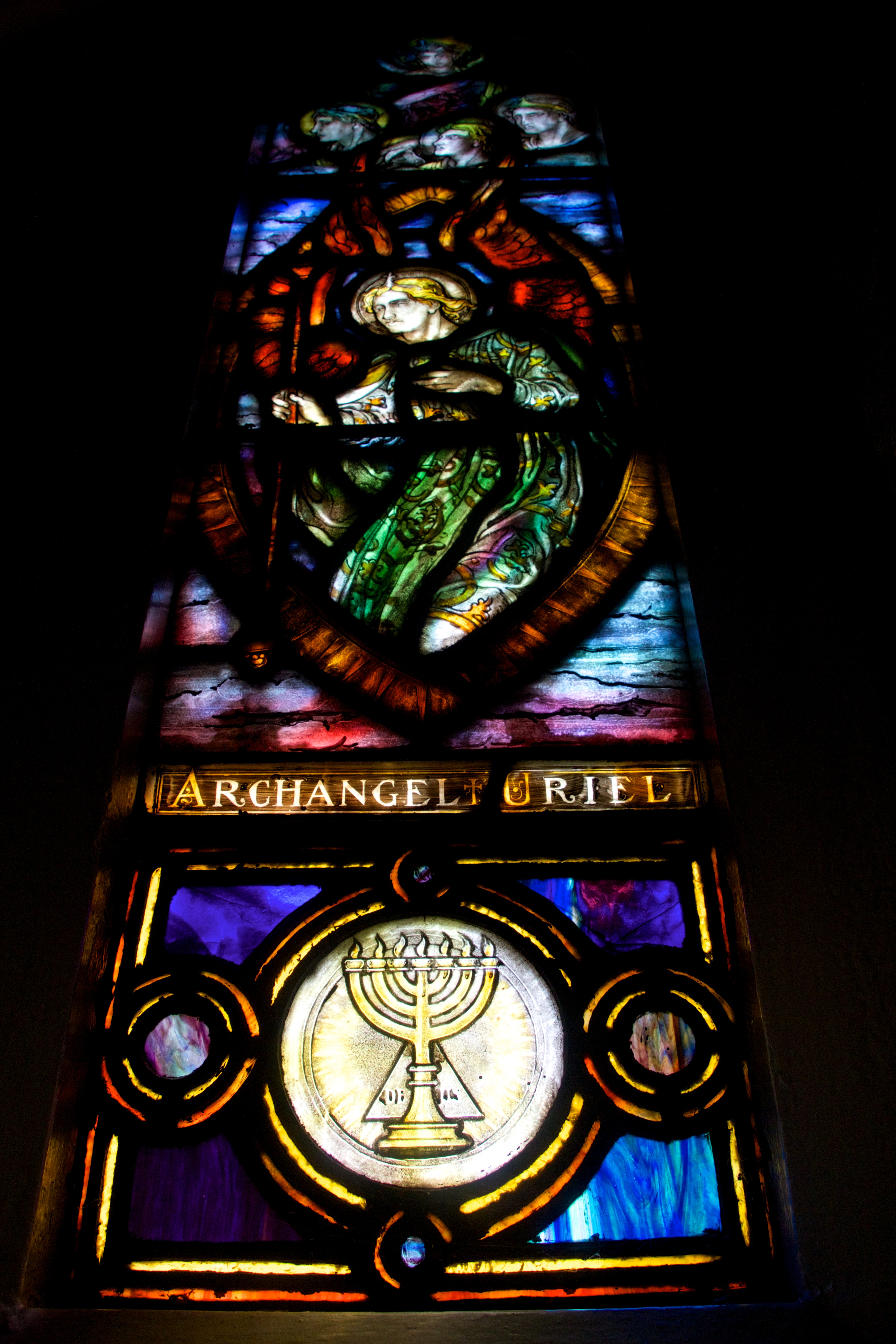
紐約聖科爾乃略禮拜堂（St. Cornelius Chapel）內的玻璃窗畫
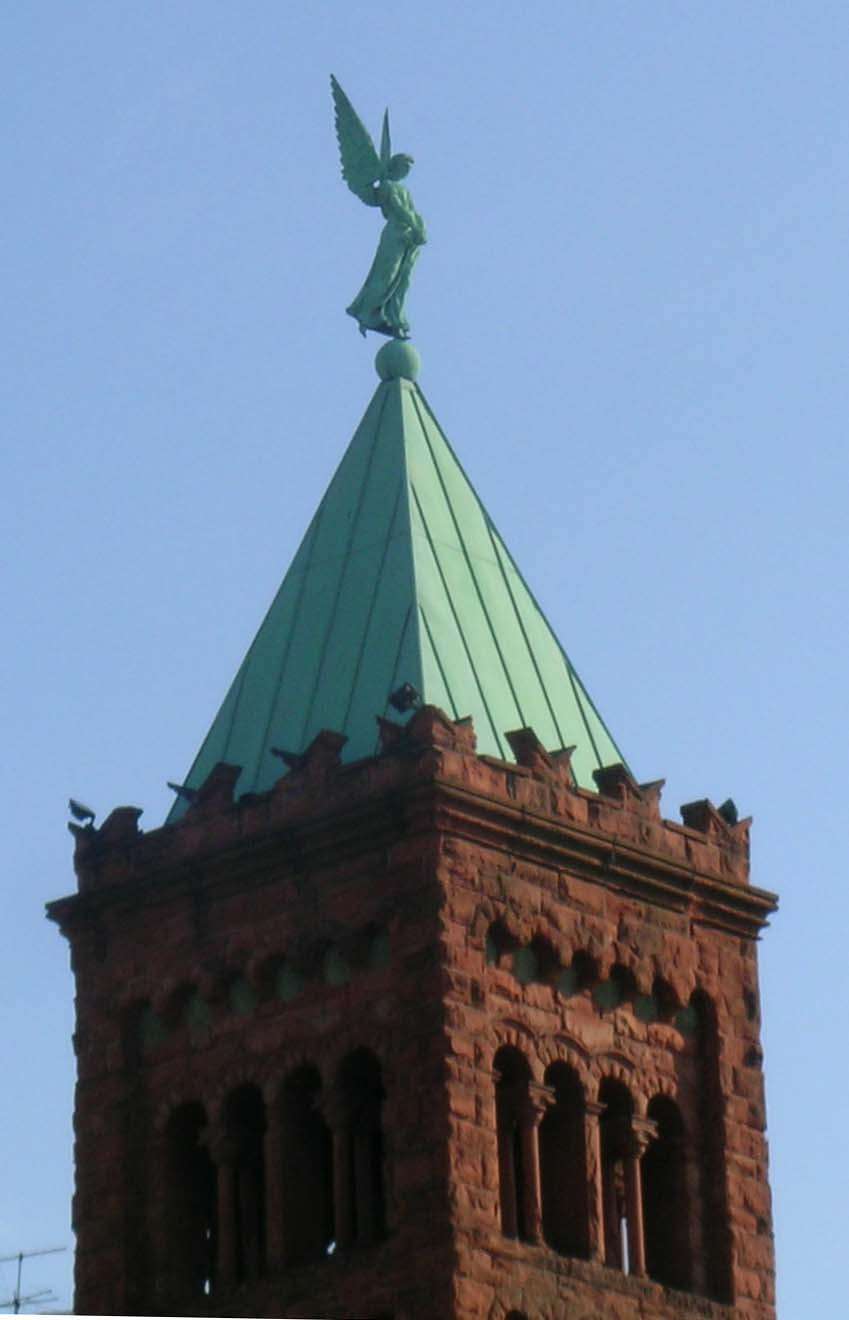
底特律第一公理會教堂鐘塔頂部的天使烏列爾銅像
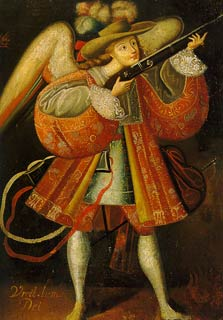
18世紀庫斯科畫派（英语：Cuzco School）所繪作為戰鬥天使形象的烏列爾
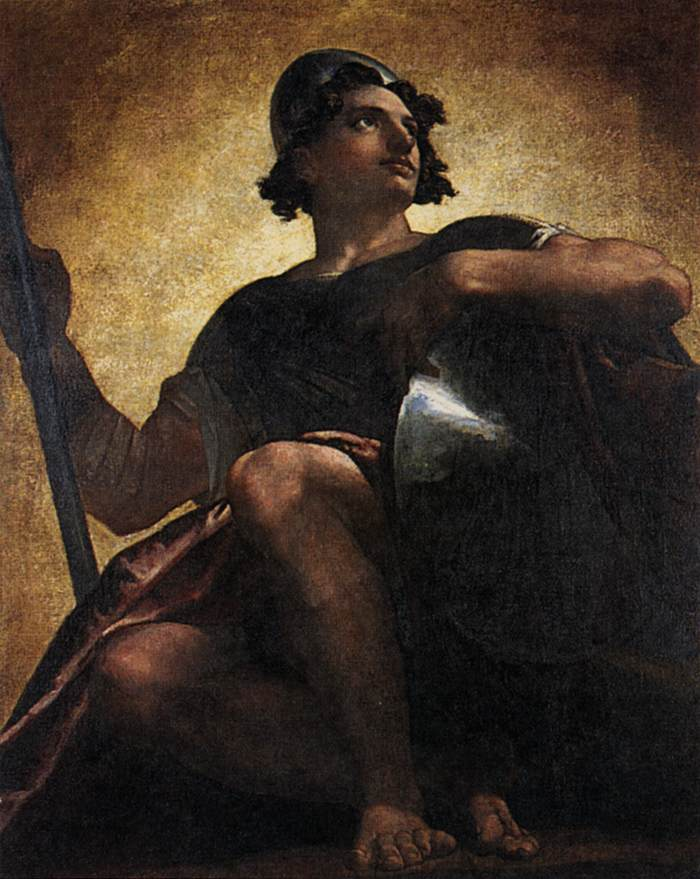
1817年華盛頓·奧爾斯頓（英语：Washington Allston）所繪《烏列爾立於太陽之上》
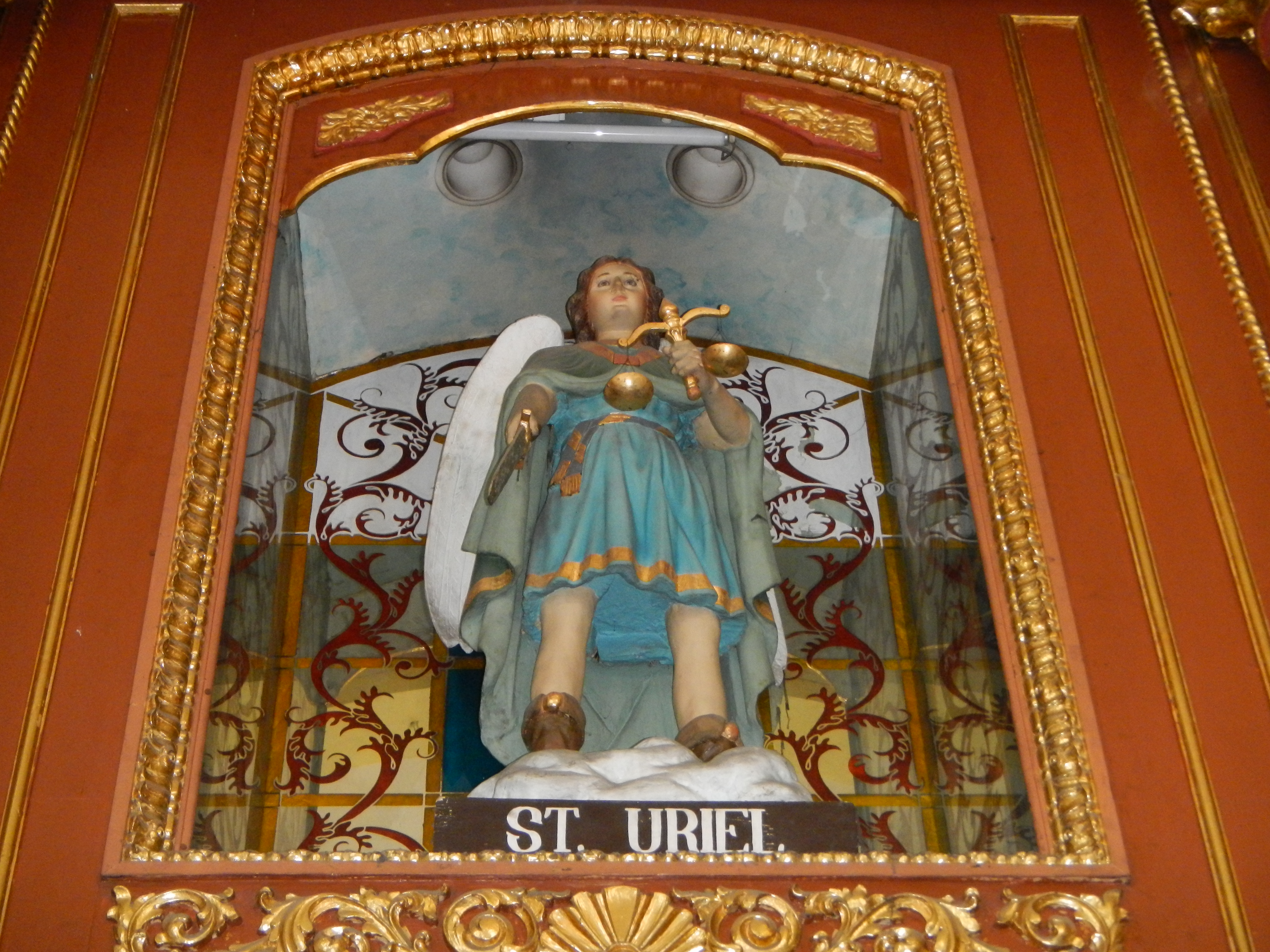
馬尼拉聖米格爾教堂內的天使長烏列爾雕像
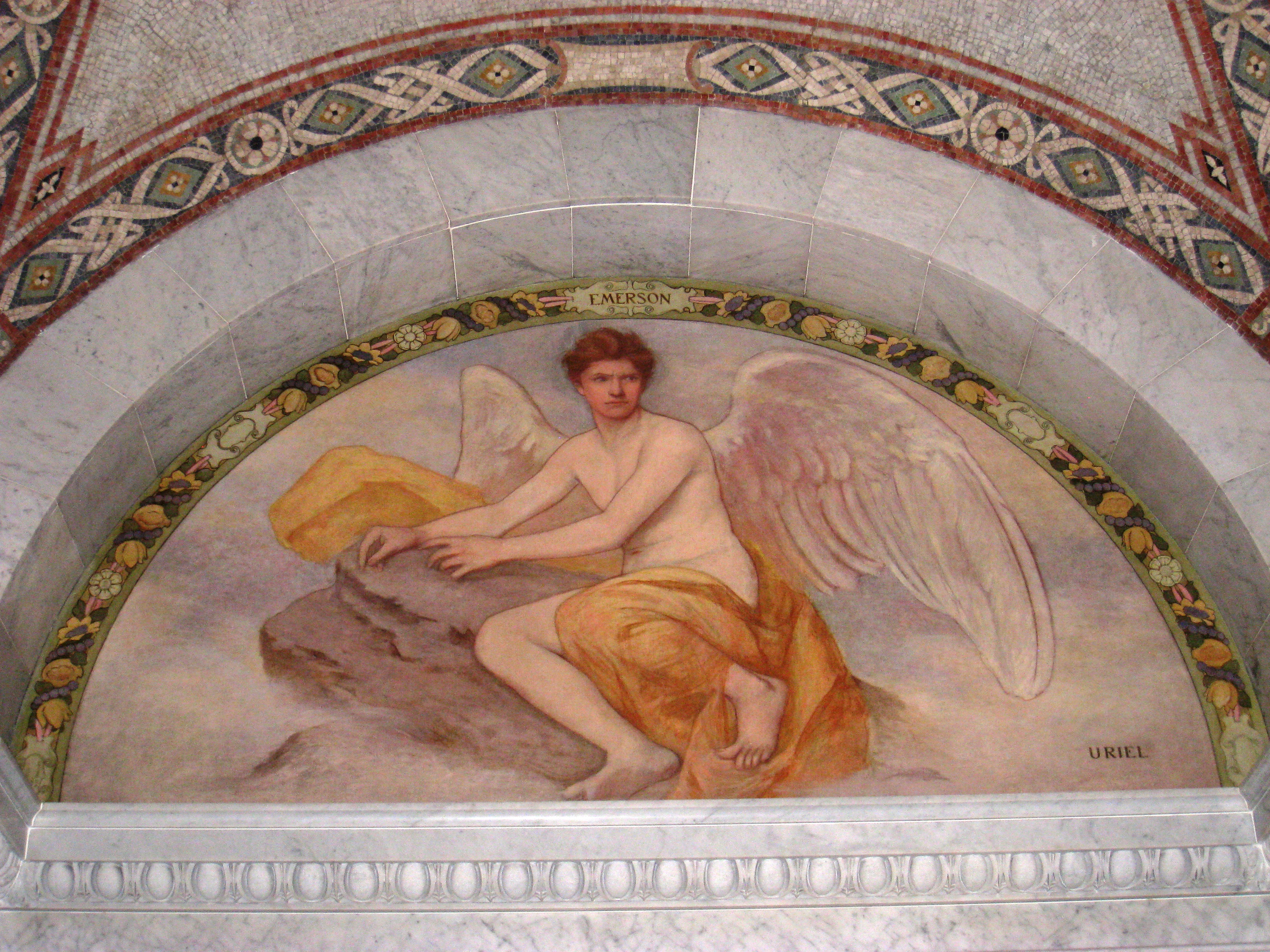
國會圖書館內根據拉爾夫·沃爾多·愛默生的詩作《烏列爾（英语：Uriel (poem)）》所繪壁畫
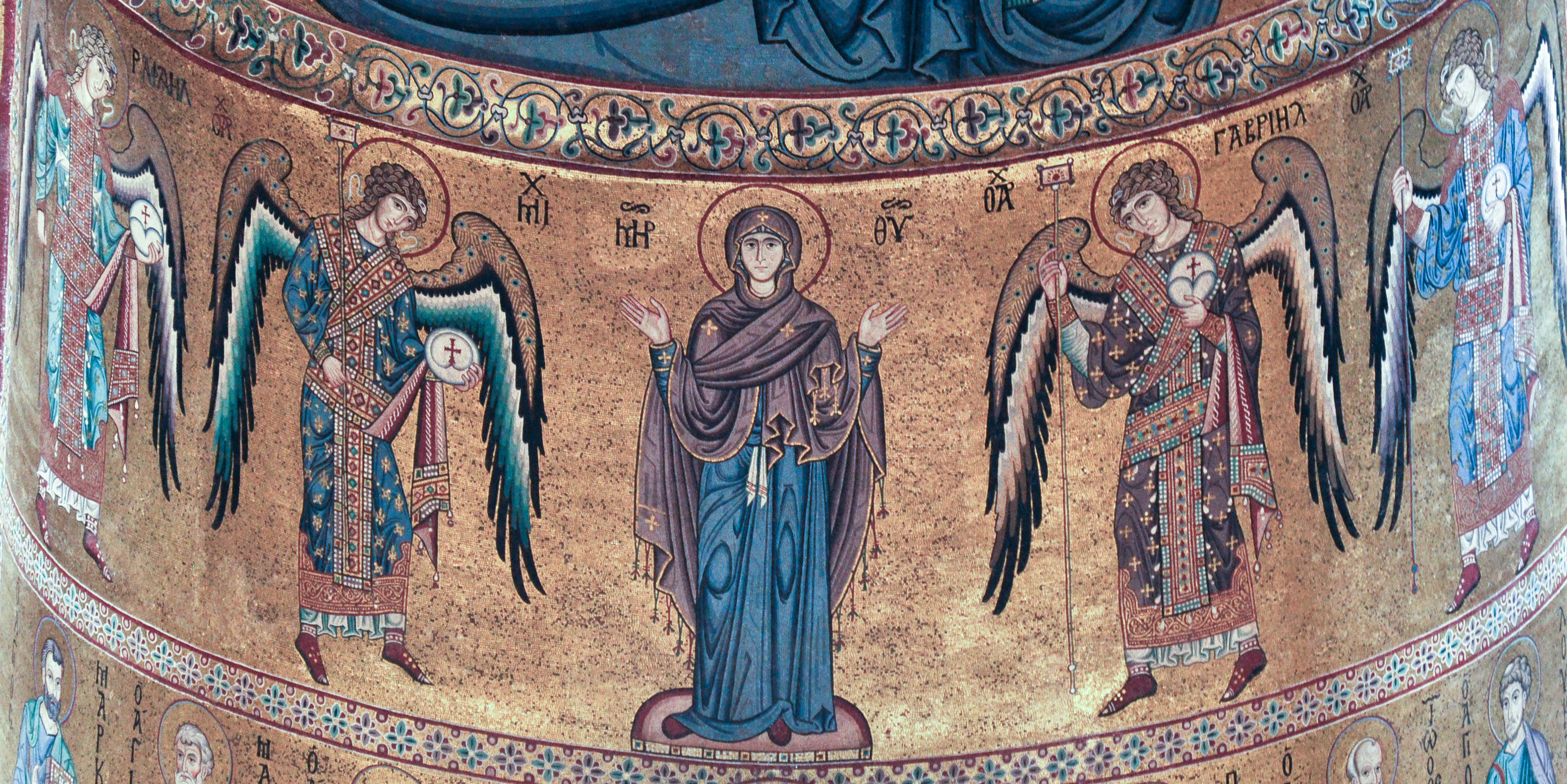
切法盧主教座堂鑲嵌畫聖母瑪利亞與四大天使長，烏列爾位於極右端，著天藍色拜占庭式長袍

## 次文化
- 輕小說《關於我轉生變成史萊姆這檔事》主角魔王利姆路持有技能 美德系究極技能《誓約之王》烏列爾
- 《全知讀者視角》彌賽亞的大天使 金獨子與劉眾赫的cp粉
- 手遊《怪物彈珠》——五星轉蛋角烏列爾

## 擴展閲讀
- Bamberger, Bernard Jacob, (March 15, 2006). Fallen Angels: Soldiers of Satan's Realm. Jewish Publication Society of America. ISBN 0-8276-0797-0
- Briggs, Constance Victoria, 1997. The Encyclopaedia of Angels: An A-to-Z Guide with Nearly 4,000 Entries. Plume. ISBN 0-452-27921-6.
- Bunson, Matthew, (1996). Angels A to Z: A Who's Who of the Heavenly Host.  Three Rivers Press. ISBN 0-517-88537-9.
- Cruz, Joan C. 1999. Angels and Devils. Tan Books & Publishers. ISBN 0-89555-638-3.
- Davidson, Gustav. A Dictionary of Angels: Including the Fallen Angels （页面存档备份，存于）. Free Press. ISBN 9780029070505
- Ivánka, E. von, "Gerardus Moresanus, der Erzengel Uriel und die Bogomilen", Orientalia Christiana Periodica 211-2 (1955) (Miscellanea Georg Hofmann S.J.), pp 143–146.
- Guiley, Rosemary, 1996. Encyclopaedia of Angels. ISBN 0-8160-2988-1
- The Book Of Enoch translated by R. H. Charles D.LITT., D.D. with an introduction by W. O. E. OESTERLEY, D.D., Charles. H. R, 1917
- Longfellow, Henry Wadsworth, 1807–1882. The Golden Legend
- Heywood, Thomas, 1634–1635. The Hierarchy of the Blessed Angels
- Waite, Arthur Edward, 1913. The Book of Ceremonial Magic Second Edition of The Book of Black Magic and of Pacts.

## 外部連結
- Jewish Encyclopedia （页面存档备份，存于）: Uriel
- Encyclopaedia Britannica （页面存档备份，存于）: Uriel
- Judaism FAQs （页面存档备份，存于）: What about angels, demons, miracles, and the supernatural?
- Victor Sensenig, "Always the seer is a sayer": Themes of seeing in Paradise Lost with Milton's use of Uriel.
- Emerson's Uriel （页面存档备份，存于）
- Online copy of the golden legend
- Judaism FAQs: Riguardo angeli, demoni, miracoli, e il soprannaturale （页面存档备份，存于）
- Victor Sensenig, "Always the seer is a sayer": themes of seeing in Paradise Lost with Milton's use of Uriel
- Steliart （页面存档备份，存于）
- Introduction to Archangels （页面存档备份，存于）
- Archangels （页面存档备份，存于）